# Tumidapexus ravus
Tumidapexus ravus är en svampart som beskrevs av D.A. Crawford 1954. Tumidapexus ravus ingår i släktet Tumidapexus och familjen Aphelariaceae.   Inga underarter finns listade i Catalogue of Life.